# Dorte Warnøe Høgh
Dorte Warnøe Høgh (født 15. august 1969) er en dansk journalist, manuskriptforfatter og var studievært.
Hun er datter af Anne Fabricius-Bjerre og steddatter til Bent Fabricius-Bjerre.
Høgh debuterede på den københavnske lokal-tv-station Kanal 2 og kom i 1992 til DR som radiovært på P3. Året efter fik hun debut som tv-vært på underholdningsprogrammet Ulvetimen med 
Hans Otto Bisgaard. Det blev dog som vært på TV 2's fredagsunderholdning Eleva2ren i 1996, at hun blev landskendt. Siden har hun hovedsageligt arbejdet som manuskriptforfatter, bl.a. på tv-serierne Nikolaj og Julie, Hotellet, Anna Pihl, Per Flys spillefilm Arven og Drabet. For Drabet modtog hun i 2005 Nordisk Råds Filmpris. Hun blev nomineret til en Oscar for sin kortfilm Grisen i 2009.
Privat er hun mor til fire og fraskilt.